# Raghogarh -Vijaypur
Raghogarh -Vijaypur là một thành phố và khu đô thị của quận Guna thuộc bang Madhya Pradesh, Ấn Độ.

## Nhân khẩu
Theo điều tra dân số năm 2001 của Ấn Độ, Raghogarh -Vijaypur có dân số 49.193 người. Phái nam chiếm 52% tổng số dân và phái nữ chiếm 48%. Raghogarh -Vijaypur có tỷ lệ 56% biết đọc biết viết, thấp hơn tỷ lệ trung bình toàn quốc là 59,5%: tỷ lệ cho phái nam là 67%, và tỷ lệ cho phái nữ là 44%. Tại Raghogarh -Vijaypur, 18% dân số nhỏ hơn 6 tuổi.